# 버글런드 센터
버글런드 센터(영어: Berglund Center)는 미국 버지니아주 로어노크에 위치한 실내 경기장이다. 현재 SPHL 로어노크 레일 야드 더그즈의 홈경기장으로 사용하고 있으면, 과거 ABA 버지니아 스콰이어스와 D-리그 로어노크 대즐 그리고 ECHL 로어노크 익스프레스의 홈경기장으로 사용했다.